# Ashland, Wisconsin
Ashland är en stad i Wisconsin, USA vid Övre sjön. 
Ashland fungerade tidigare som en viktig utskeppningshamn för järnmalm, timmer och sandsten.